# Sima Yijev pohod na Liaodong
Sima Yijev pohod na Liaodong se dogodio 238. kada su snage sjeverne kineske države Cao Wei napale teritorij Gongsun Yuana, gospodara rata u današnjoj sjeveroistočnoj Kini. Povod je bila sve veća nepouzdanost Gongsun Yuana i njegovi odnosi s južnom državom Wu, glavnim suparnikom Cao Weija. Usprkos poteškoća vezanih uz logistiku i monsunske poplave, Sima Yi je, koristeći pomoć korejske države Goguryeo, uspio poraziti Gongsunovu vojsku, a potom nakon opsade zauzeti grad Xianping, Gongsunovo sjedište. Gongsun je nakon toga uhićen i pogubljen zajedno s obiteljom, a nakon toga je slijedila brutalna čistka njegovih pristaša i podanika. Gongsunov teritorij je pripojen državi Cao Wei. Kineski povjesničari navode da su velike žrtve među Gongsunovi kineskim podanicima, i sklonost Cao Weija ubuduće povjeriti čuvanje granica Xianbei nomadima, bili glavni razlogo da je Kina na nekoliko stoljeća izgubila vlast nad područjem Liadonga. S druge strane, uspjehu pohoda se tumači uspostavljanje prvih kontakata Cao Weija s Japanom.